# Ollarianus bullatus
Ollarianus bullatus är en insektsart som beskrevs av Ball 1936. Ollarianus bullatus ingår i släktet Ollarianus och familjen dvärgstritar. Inga underarter finns listade i Catalogue of Life.